# Gams
Gams (znanstveno ime Rupicapra rupicapra) je manjša vrsta votlorogov, ki živijo v gorah Južne Evrope od Pirejenev prek Alp, Apeninov, Dinaridov, Tater do Karpatov, Balkanskega polotoka, masiva Rila - Rodopi, Pind, severozahodnih gora Turčije in Kavkaza. Naselili so ga tudi na Južnem otoku Nove Zelandije. Nekatere podvrste gamsa so v Evropski uniiji strogo zavarovane z Direktivo o habitatih. Gams je v plečih visok do 75 cm. Z gibljivimi parklji se dobro znajde na tudi najbolj strmih pobočjih, kjer potrebuje le malo opore. Zraste do 1 metra v višino in lahko tehta do 30 kilogramov. Votla rogova, imenovana roglja, imata samec in samica. Na glavi se gamsu od oči do konca gobca vleče široka temna proga (»vajeti«).